# Distrito electoral de Whitewater (condado de McPherson, Nebraska)
Whitewater (en inglés: Whitewater Precinct) es un distrito electoral ubicado en el condado de McPherson en el estado estadounidense de Nebraska. En el Censo de 2010 tenía una población de 52 habitantes y una densidad poblacional de 0,14 personas por km².

## Geografía
Whitewater se encuentra ubicado en las coordenadas 41°38′51″N 101°19′41″O / 41.64750, -101.32806. Según la Oficina del Censo de los Estados Unidos, Whitewater tiene una superficie total de 374.39 km², de la cual 373.06 km² corresponden a tierra firme y (0.35%) 1.33 km² es agua.

## Demografía
Según el censo de 2010, había 52 personas residiendo en Whitewater. La densidad de población era de 0,14 hab./km². De los 52 habitantes, Whitewater estaba compuesto por el 100% blancos, el 0% eran afroamericanos, el 0% eran amerindios, el 0% eran asiáticos, el 0% eran isleños del Pacífico, el 0% eran de otras razas y el 0% pertenecían a dos o más razas. Del total de la población el 0% eran hispanos o latinos de cualquier raza.